# Карніск
Карніск (грец. Καρνεῖσκος) - епікурейський філософ, навчався особисто у Епікура. Імовірно, жив прибл. 300 р. до н. е. і став відомим як автор нарисів про дружбу, фрагменти яких були знайдені серед обвуглених останків на Віллі папірусів у Геркуланумі . Збережена робота носить назву «Філістимляни» і є працею, в якій йдеться про складнощі в ситуації зі смертю друга. Подругою Карніска була якась Філістас (або Філістія), і вона представлена як зразковий епікуреєць, але нічого більше ми про неї не знаємо. Фрагменти, що збереглися, містять в собі полеміку, спрямовану проти Праксіфана, в якій Карніск протиставляє епікурейські погляди на дружбу і задоволення точці зору перипатетиків, яку викладав Праксіфан.